# Дечји позоришни фестивал „Позориште Звездариште"
Дечији позоришни фестивал „Позориште Звездариште“ је регионални такмичарски фестивал који представља најбоља сценска остварења у позоришној продукцији за децу на подручју Србије и земаља у окружењу.
Овај фестивал за децу је начин да се деца упознају са позориштем. Ту се могу видети представе које су интерактивне и пријемчиве деци.

## Историјат
Идејни творац и иницијатор овог фестивала је глумица и педагошки радник Оливера Викторовић, док је новинарка Тања Петернек Алексић фестивалу дала име. Прегаоци и сарадници који су активно учествовали приликом успостављања Звездаришта били су: Светлана Велмар-Јанковић, Радмила Хрустановић, Жељко Хубач, Небојша Ромчевић и др. Фестивал је основан 2003. године, а оснивач је Градска општина Звездара.

## Чланства
Фестивал је члан Међународне мреже позоришта за децу и младе ASSITEJ и Регионалног позоришног центра за децу и младу публику ЕПИЦЕНТАР.  Од 2007. године подржан је од стране Секретаријата за културу Скупштине града Београда.

## Циљеви „Позоришта Звездаришта”
Циљеви фестивала су: 
- развијање и неговање културних навика код деце и младих и афирмација васпитно-едукативног значаја позоришта као важног културног садржаја и простора у коме се на креативан начин долази до нових сазнања;
- подстицање међусобног упознавања, сарадње и размене искустава позоришних стваралаца из различитих средина и стварање својеврсног форума за размену искустава, што ће омогућити бржу интеграцију домаћих уметника и позоришта за децу у европске и светске токове.[3]

## Такмичарска концепција
Фестивал је селективног и такмичарског карактера. Селектор фестивала, од укупног броја пријављених представа, након гледања и стручне процене, позива оне најквалитетније.
Категорије представа на фестивалу су:
- луткарске, драмске/игране и комбиноване форме;

- представе класичног театра и представе које припадају новим позоришним тенденцијама;

- вербални и невербални театар (театар сенки, театар покрета, плесни театар…),

- представе за децу свих узраста – од најмлађег до представа за тинејџере.[3]

### Жири
Фестивал прате: стручни жири састављен од позоришних стваралаца и дечји жири (као израз поштовања и уважавања мишљења деце као циљне групе којој је фестивал превасходно и намењен).
Стручни жири додељује 7 награда у категоријама: најбоља представа фестивала, текст, режија, женска и мушка улога, дизајн и анимација лутке, а дечји жири додељује 1. 2. и 3. награду за представу у целини. 

### Награде
Награде стручног жирија састоје се од повеље и новчаног износа, а награде дечјег жирија од повеље и опремљеног дечјег ликовног рада.
Од 2008. године, додељује се и награда публике.

### Публика фестивала
У првом плану, фестивал је намењен деци и младима, а посредно и родитељима, васпитачима, наставницима (онима који брину о правилном и здравом одрастању деце препоручујући им квалитетне културне садржаје).
Са циљем да културни садржаји буду доступни што већем броју деце, улазнице се бесплатно деле свим посетиоцима, као и деци из домова и хранитељских породица, деци из избегличких кампова, деци са посебним потребама, деци из социјално угрожених породица.

### Пратећи програми
Пратећи програми Фестивала су изложбе и радионице (за писање, драматургију, глуму итд) и они су бесплатни за све посетиоце.

## Учесници фестивала - регионални карактер
Дечији позоришни фестивал „Позориште Звездариште“ је давно већ превазишао територијалне границе своје градске општине и у њему учествују позоришта из: Србије, Црне Горе, Словеније, Италије, Кине итд. За домаћу публику су ова гостовања веома значајна јер на тај начин се може видети нешто ново и другачије од већ виђеног.